# Mateusz Ligocki
Mateusz Ligocki (Cieszyn, 18 giugno 1982) è uno snowboarder polacco.

## Biografia
Prese parte alla sua prima olimpiade nel 2006, a Torino concludendo quarantaquattresimo nell'halfpipe e ventesimo nello snowboard cross. Nel 2010 gareggiò per la seconda volta ai Giochi olimpici invernali terminando ventinovesimo mentre nel 2014 gareggia a Sochi, in Russia, terminando trentatreesimo nello snowboard cross.
Nel 2018 ai XXIII Giochi olimpici invernali a Pyeongchang venne eliminato ai quarti e concluse in ventesima posizione nella gara di snowboard cross.

## Palmarès

### Coppa del Mondo
- Miglior piazzamento nella Coppa del Mondo di snowboard: 5º nel 2008.
- 7 podi:
  - 2 vittorie;
  - 1 secondo posti;
  - 4 terzi posti.

#### Coppa del Mondo - vittorie
| Data          | Luogo      | Paese    | Disciplina |
| ------------- | ---------- | -------- | ---------- |
| 13 marzo 2008 | Valmalenco | Italia   | SBX        |
| 16 marzo 2013 | Veysonnaz  | Svizzera | SBX        |

Legenda:

SBX = snowboard cross